# Joseph Charles Doumba
Joseph Charles Doumba, né le 2 février 1936 et mort le 5 mars 2017, est un homme politique camerounais.

## Biographie

### Enfance, éducation et débuts
Joseph Charles Doumba nait le 2 février 1936.

### Carrière
Nommé pour la première fois au gouvernement du Cameroun en tant que ministre de l'Information et de la Culture en 1974, Doumba est secrétaire général du Rassemblement démocratique du peuple camerounais (RDPC) de 1992 à 2007.

#### Directeur de la Sopecam
De 1988 à 1993, Joseph Charles Doumba est directeur général de la Société de presse et d'éditions du Cameroun, société d’État qui publie le quotidien Cameroon Tribune. Paul Celestin Ndembiyembe Bakoume assure son remplacement.

#### Secrétaire général du RDPC
Doumba a été nommé secrétaire général du RDPC, le parti au pouvoir, le 10 mars 1992. Il était considéré comme fortement fidèle au président Paul Biya.
Doumba et le secrétaire général adjoint du RDPC, Grégoire Owona, avaient une mauvaise relation; en 2003, ils n'auraient pas été en bons termes depuis des années, et Biya travaillerait principalement avec Owona, tout en ignorant largement Doumba. La santé de Doumba était mauvaise à cette époque et il était souvent en France pour des soins médicaux ; il a également fait face à un mécontentement au sein du parti en raison de la perception qu'il était distant du parti au niveau local, et il a été accusé d'ignorer le Comité central. Des rumeurs en mai 2003 suggéraient qu'il avait tenté de démissionner mais que Biya avait refusé d'accepter sa démission.
La mauvaise santé de Doumba a été mise en évidence par la difficulté visible qu'il a eu à prononcer un discours lors d'un congrès extraordinaire du RDPC en juillet 2006. En raison de son état de santé, les affaires du parti étaient en grande partie gérées par Owona jusqu'à ce que Biya, en sa qualité de président national du RDPC, nomme René Sadi pour succéder à Doumba le 4 avril 2007. A la même occasion, il a nommé Doumba ambassadeur itinérant à la présidence.

### Mort (2017)

#### Circonstances
Il meurt le 5 mars 2017 .